# Janiralata shiinoi
Janiralata shiinoi är en kräftdjursart som beskrevs av Oleg Grigor'evich Kussakin1962. Janiralata shiinoi ingår i släktet Janiralata och familjen Janiridae. Inga underarter finns listade i Catalogue of Life.